# Belgrandia latina
Belgrandia latina is een slakkensoort uit de familie van de Hydrobiidae. De wetenschappelijke naam van de soort is voor het eerst geldig gepubliceerd in 1965 door Settepassi.